# Челебадзе, Фадима Мевлудовна
Фадима Мевлудовна Челебадзе (1924 год, село Квирике, АССР Аджаристан, Грузинская ССР — 2010 год, село Квирике, Кобулетский район, Грузия) — колхозница колхоза имени Кирова Кобулетского района, Грузинская ССР. Герой Социалистического Труда (1949).

## Биография
Родилась в 1924 году в крестьянской семье в селе Квирике Кобулетского района. Окончила местную сельскую школу. Трудовую деятельность начала в конце 1930-х годов рядовой колхозницей на чайной плантации колхоза имени Кирова Кобулетского района.
В 1948 году собрала 7500 килограмма сортового зелёного чайного листа на участке площадью 0,5 гектара. Указом Президиума Верховного Совета СССР от 29 августа 1949 года удостоена звания Героя Социалистического Труда за «получение высоких урожаев сортового зелёного чайного листа и цитрусовых плодов в 1948 году» с вручением ордена Ленина и золотой медали «Серп и Молот» (№ 4529).
Этим же Указом званием Героя Социалистического Труда были награждены труженицы колхоза имени Кирова Султан Ибраимовна Гагаишвили, Мерием Хасановна Чкония, Нателла Аслановна Челебадзе и Сурие Темеровна Челебадзе.
В 1969 году вышла на пенсию. Проживала в родном селе Квирике. Умерла в 2010 году.
Награды
- Герой Социалистического Труда
- Орден Ленина
- Медаль Материнства 2 степени (22.05.1964)